# Goblin (mitológiai lény)
A goblinok több európai ország mitológiájában előforduló lények. Először középkori történetekben tűntek fel. Kinézetük és képességeik változatosak, ez mind az adott ország kultúrájától és a történettől függ. Általában groteszk kinézetű, rosszindulatú vagy kimondottan gonosz lények, és kapzsik is. 

## A szó eredete
A goblin szó a következő formákban is előfordul: gobblin, gobeline, gobling, goblyn, goblino, gobbelin. A szó a tizennegyedik századból származik, hasonlóan az ófrancia 
gobelin szóhoz, amelyet már 1195-ben lejegyeztek; illetve a középkori latin gobelinus szóhoz, amelyet 1141 előtt jegyeztek le. A gobelin egy ördög vagy démon neve volt, amely Normandiában kísértett.
A goblin szó továbbá a német kobold szóból vagy a középkori latin cabalus vagy gobalus szóból származhat. A goblin szó továbbá a francia Gobel vagy Gobeau nevekből is származhat.